# Won Ton Ton – der Hund, der Hollywood rettete
Won Ton Ton – der Hund, der Hollywood rettete (Originaltitel: Won Ton Ton, the Dog Who Saved Hollywood) ist eine 1975 entstandene US-amerikanische Filmsatire von Michael Winner mit Bruce Dern, Madeline Kahn und Art Carney in den Hauptrollen sowie einer All-Star-Besetzung mit zahlreichen Darstellern aus dem klassischen Hollywood in Gastrollen.

## Handlung
Hollywood im Januar 1923. Won Ton Ton, ein umherstreunender deutscher Schäferhund, der von Hundefängern in ein Tierheim eingepfercht wurde, büxt von dort aus, nicht ohne zuvor seine anderen Leidensgenossen befreit zu haben. Zeitgleich begibt sich die Nachwuchsschauspielerin Estie Del Ruth zu einem Vorsprechen bei der Produktionsfirma New Era Pictures. Da sie sich aus Geldmangel dorthin per Anhalter mitnehmen lassen will, zeigt Estie am Straßenrand ihre Beine und verursacht dadurch einen Auffahrunfall von gleich vier Autos. Um nicht als Schuldige verhaftet zu werden, versteckt sie sich hinter einer Mülltonne, aus der der Schäferhund rausschaut und ihr liebevoll das Gesicht leckt. Won Ton Ton wird Esties treuer Begleiter. Bei New Era Pictures betritt derweil der Tourbusfahrer Grayson Potchuck das Büro von Studiomogul J. J. Fromberg und trägt ihm sein neuestes Drehbuch über einen Hai vor, der eine Stadt in Neuengland terrorisiert. Fromberg hält die Geschichte für vollkommen absurd und lehnt das Manuskript ab.
Won Ton Ton wartet draußen am Studiotor, als Estie bei Stubby Stebbins vorsprechen will, einem großspurigen Firmen-Handlanger, der vorgibt, Regisseur zu sein. Stubby nutzt die Situation aus und fordert Estie in einem Hinterzimmer auf, sich auszuziehen. Dazu wäre Estie allenfalls bereit, wenn der falsche Regisseur ihr eine echte Filmrolle zusagt. Won Ton Ton spürt derweil instinktiv, dass Estie in Gefahr ist und springt über das Tor, um seine neue Freundin zu retten. Fromberg kommt hinzu und ist begeistert von der Energie und dem Charisma des Schäferhundes und beschließt, dass dieser unbedingt eine Filmhauptrolle bekommen müsse. Der verhinderte Drehbuchautor Grayson Potchuk wittert seine große Chance und behauptet frech, der Besitzer Won Ton Tons zu sein. Der Hund folgt Estie nach Hause, aber gemäß den Hausregeln ist hier Hundehaltung verboten, und so muss Won Ton Ton draußen vor der Tür bleiben. Zwei Hundefänger tauchen auf, und da der Schäferhund keine Marke trägt, gilt er als Streuner und wird von den beiden Typen eingefangen. Esties Mitbewohnerin Fluffy Peters bemerkt die Aktion und teilt dem wenig später eintreffenden Grayson mit, was passiert ist. Der schnappt sich daraufhin seinen Tourbus und saust zum Tierheim. Potchuck kommt nicht eine Sekunde zu früh, denn das Tier, das nun von Grayson jetzt „Won Ton Ton“ genannt wird, soll durch Gas eingeschläfert werden.
Studioboss Fromberg engagiert Grayson als Autor und Regisseur, während Grayson wiederum Estie engagiert, fortan Won Ton Ton zu trainieren. Potchuck verspricht ihr sogar die Möglichkeit, in einem seiner nächsten Filme als Schauspielerin mitwirken zu können. Estie macht ihre Hunde-Ausbildung derart gut, dass Won Ton Ton nach seinem ersten Film bald als Retter Hollywood gefeiert und zum ersten tierischen Star der Branche wird. Grayson kassiert für die gezeigten Leistungen Ruhm und Anerkennung. Estie drängt ihn jetzt, endlich ihre versprochene Filmrolle zu geben. Im nächsten Won Ton Ton-Film wird sie tatsächlich besetzt, doch als es zu einer intimen Szene kommt, attackiert der Schäferhund den männlichen Star. Fromberg verbannt daraufhin Estie aus dem Studio, da diese angeblich den Hund nervös mache. Grayson tröstet Estie, indem er ihr ein schönes Strandhaus zeigt, das von Won Ton Tons Filmgage finanziert wurde. Estie streut Zweifel an der Zukunft des Hundes, sollte man sie als Trainerin als überflüssig erachten. Graysons schlägt vor, da Fromberg sie nicht wieder am Set zu sehen wünscht, Estie jedes Mal zu verkleiden, wenn mit Won Ton Ton gedreht wird. Als der Hund jedoch den Preis der National Film Society in der Kategorie „Bester Schauspieler“ überreicht wird, gibt er die Statuette an Estie weiter, die sich diesmal als Kellnerin verkleidet hat. Fromberg wirft sie sofort wieder raus. Am nächsten Morgen verspricht Grayson Estie, in dieser Angelegenheit noch einmal mit dem hartherzigen Studioboss zu reden.
Grayson und Fromberg beschließen, dem Filmstar Rudy Montague in Won Ton Tons nächstem Film die Hauptrolle zu geben. Montague wird bei der Premiere seines neuesten Films nahe Estie platziert, die bei der Schnulze ständig heult. Rudy erkennt, dass es sich bei Estie um Won Ton Tons Tiertrainerin handelt, denn mit dieser Leistung hat sich diese mittlerweile in Hollywood einen Namen gemacht. Er verspricht der jungen Frau, ihr dabei zu helfen, endlich beim Film vor der Kamera Karriere zu machen. Nachdem er Graysons Angebot erhalten hat, in dessen nächster Inszenierung zu spielen, akzeptiert Rudy die Rolle unter der Voraussetzung, dass Estie sein weiblicher Co-Star wird. Während einer Pressekonferenz für den neuen Film wird Estie als Won Ton Tons Trainerin offiziell vorgestellt, was sie nunmehr ungeplant in den Mittelpunkt der Aufmerksamkeit stellt. Rudy glaubt, dass er von Hund und Trainerin in den Hintergrund gedrängt werden könnte und heuert daraufhin den trotteligen Profikiller Nick an, um Estie, Grayson und den Hund zu entsorgen. Nicks Versuch, die Drei zu ermorden, wird durch seine Unfähigkeit vereitelt. Montagues Film Custer the Brave wird ein Misserfolg, so dass Estie, Grayson und Won Ton Ton von einem auf den anderen Tag arbeitslos sind und sich eine Wohnung mit Fluffy teilen müssen. Grayson schreibt weiterhin Drehbücher, während die Frauen so weit absinken, dass sie sogar Pornos drehen.
In ihrer Verzweiflung verkauft Estie Won Ton Ton an Professor Quicksand, einen Hundetrainer, der eine ziemlich brutale Trainingsmethode an den Tag legt, die er aber geschickt zu verbergen versteht. Regisseur Mark Bennett, beeindruckt von Esties unfreiwillig komischem Auftritt in Custer the Brave, gibt ihr die Chance für einen Auftritt in einer Slapstick-Komödie, die sie schlagartig berühmt macht. Der neue Leinwandstar Estie Del Ruth nutzt ihren neu gewonnenen Einfluss, um Grayson wieder als Regisseur zu etablieren. Bald kann der sein eigenes Studio hochziehen. Ein Jahr später loben Estie und Grayson eine Belohnung von 5000 US-Dollar aus für das Aufspüren von Won Ton Ton aus, haben damit aber keinen Erfolg. Won Ton Ton, jetzt als Blindenhund eingesetzt, verlässt seinen neuen Besitzer, als er Estie und Grayson auf der Straße an sich vorbeifahren sieht und folgt ihnen in eine Kirche, wo das Paar heiraten will. Der Hund ist nicht in der Lage, sich durch die Menge an Fans, die draußen vor dem Gotteshaus den Publikumslieblingen zujubeln, durchzukämpfen und gibt alle Hoffnung auf. Won Ton Ton versucht sich selbst zu töten und kehrt nach dem Misslingen zu seiner ehemaligen Villa zurück. Dort wird er von einem Butler mit einem Fußtritt verjagt. Als der Hund versucht, sich in der Meeresbrandung zu ertränken, sieht Estie ihn aus ihrem Fenster und rennt zum Strand, gefolgt von Grayson. Drei Reporter werden Zeuge des Wiedersehens und fragen, ob der Hund Won Ton Ton ist. Estie entgegnet, wohlwissend, dass Won Ton Ton nicht weiter für ihren Filmruhm missbraucht werden sollte, dass es sich nur um einen „gewöhnlichen Hund“ handele.

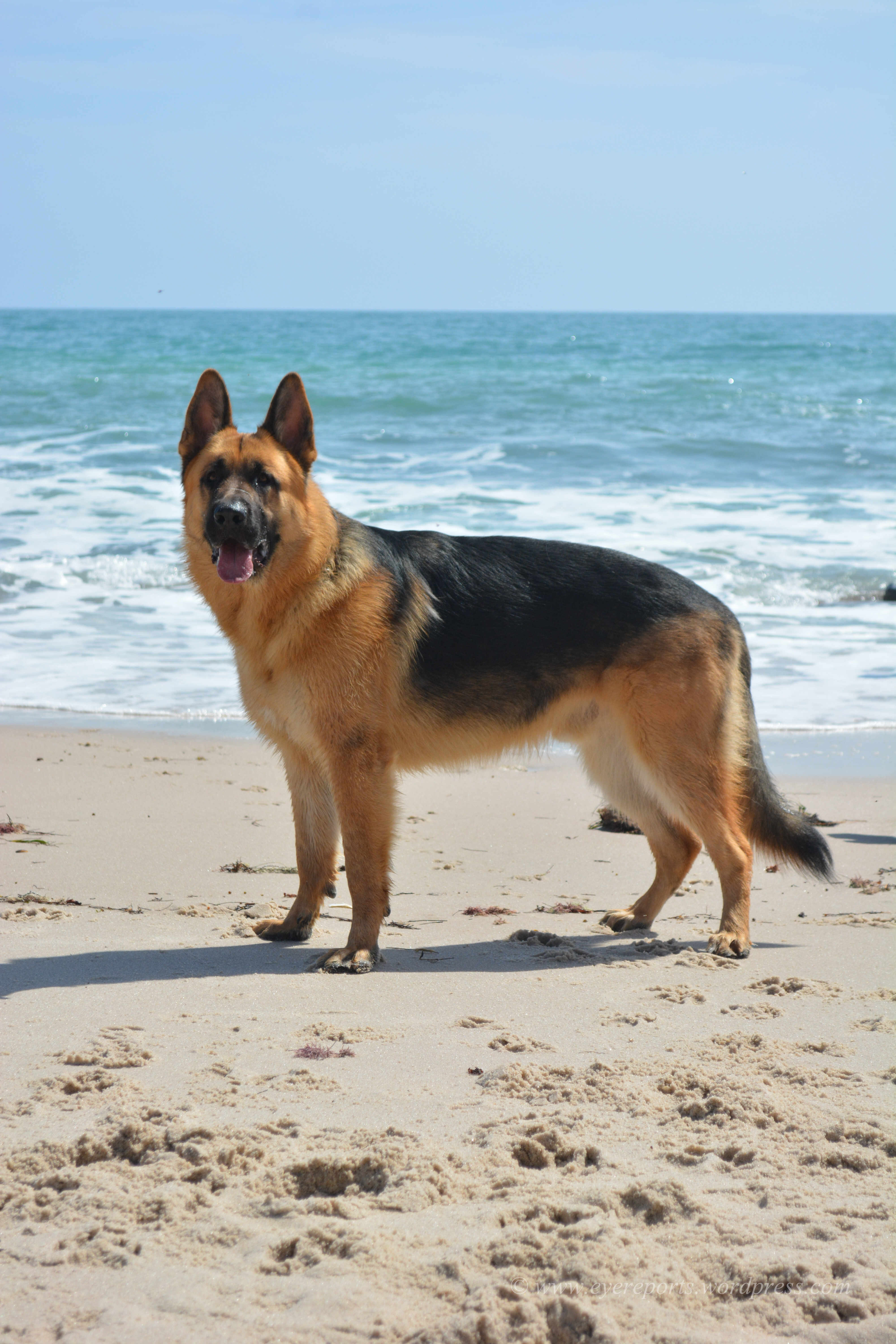
Tierischer Titelheld: Ein deutscher Schäferhund

## Produktionsnotizen
Won Ton Ton – der Hund, der Hollywood rettete entstand zwischen dem 25. August und dem 12. November 1975 in Los Angeles und wurde am 26. Mai 1976 in Los Angeles und New York uraufgeführt.
Tim Zinnemann übernahm die Produktionsleitung. Ward Preston entwarf die Filmbauten, Ned Parsons war Ausstatter. Seth Banks gestaltete die Kostüme.

## Wissenswertes
Der Name Won Ton Ton ist eine Analogie und zugleich Verbeugung vor dem berühmtesten (Stumm-)Filmhund der Vor-Lassie-Ära: Rin Tin Tin.

## Synchronisation
| Rolle             | Darsteller        | Synchronsprecher      |
| ----------------- | ----------------- | --------------------- |
| Grayson Potchuck  | Bruce Dern        | Hans-Werner Bussinger |
| Estie Del Ruth    | Madeline Kahn     | Almut Eggert          |
| J. J. Fromberg    | Art Carney        | Siegfried Schürenberg |
| Rudy Montague     | Ron Leibman       | Wolfgang Völz         |
| Mark Bennett      | Ronny Graham      | Martin Hirthe         |
| Nick              | Victor Mature     | Arnold Marquis        |
| Hundefänger       | Phil Leeds        | Martin Rosen          |
| Hundefänger       | Cliff Norton      | Rolf Marnitz          |
| alter Mann im Bus | Sterling Holloway | Herbert Weißbach      |

## Kritiken
Der Film erhielt überwiegend schlechte bis sehr schlechte Kritiken. Bemängelt wurden nicht nur die weitgehende Witzlosigkeit dieser Komödie, sondern auch die als vollkommen sinnlos empfundene Besetzung einstiger Filmstars für bisweilen nur sekundenkurze Gastauftritte.

„Der Film versucht seine Defizite an komischen Ideen und komödiantischem Können damit auszugleichen, in dem er alles mit dem Tempo einer Spielzeuguhr mit zu stark angezogener Feder erledigt.“

Der Movie & Video Guide schrieb: „Gute Besetzung quält sich durch eine unfähige Parodie vom Hollywood der 1920er Jahre. Der Hund macht es besser als all die Dutzenden von Schauspielveteranen, die witzlose Gastauftritte absolvieren“.
Halliwell’s Film Guide charakterisierte den Film wie folgt: „Zerstreute, unsympathische Komödie mit völlig überdrehtem Tempo, offensichtlich aus verzweifelndem Mangel lustiger Dialoge und Situationen. (…) Alles in allem eine Peinlichkeit.“.
Im Lexikon des internationalen Films heißt es: „Zwischen Klamauk und Parodie schwankendes Lustspiel, das nur durch die Mitwirkung großer Stars von einst in kleinen Rollen einigen Reiz erhält.“